# مقاطعة بوسير (لويزيانا)
مقاطعة بوسير (بالإنجليزية: Bossier Parish, Louisiana)‏ هي إحدى مقاطعات ولاية لويزيانا في الولايات المتحدة. تأسست سنة 1843، وتبلغ مساحتها 2245 كم2، بلغ عدد سكانها 119732 نسمة في عام 2010 حسب إحصاء مكتب تعداد الولايات المتحدة .

## معرض صور

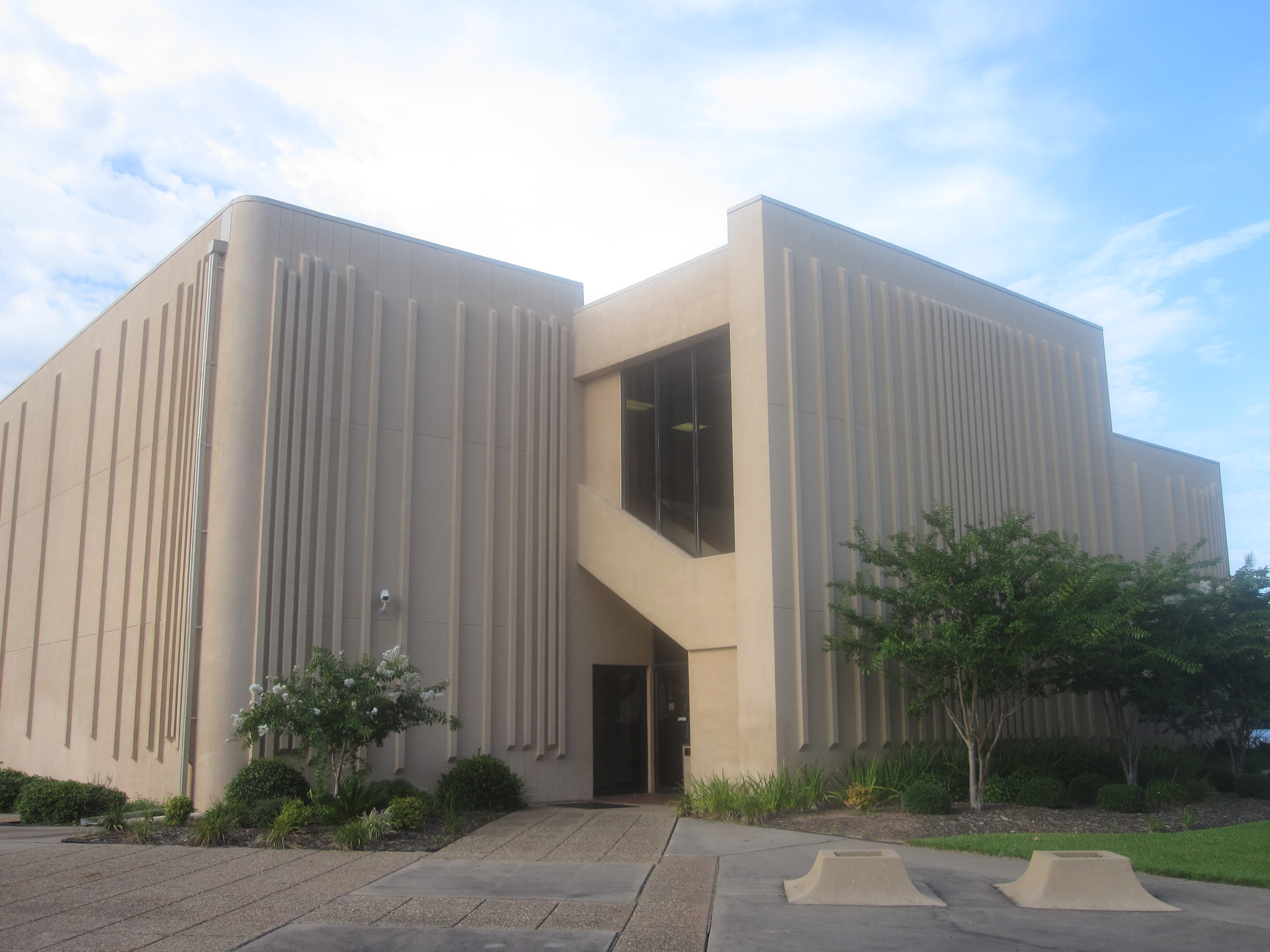
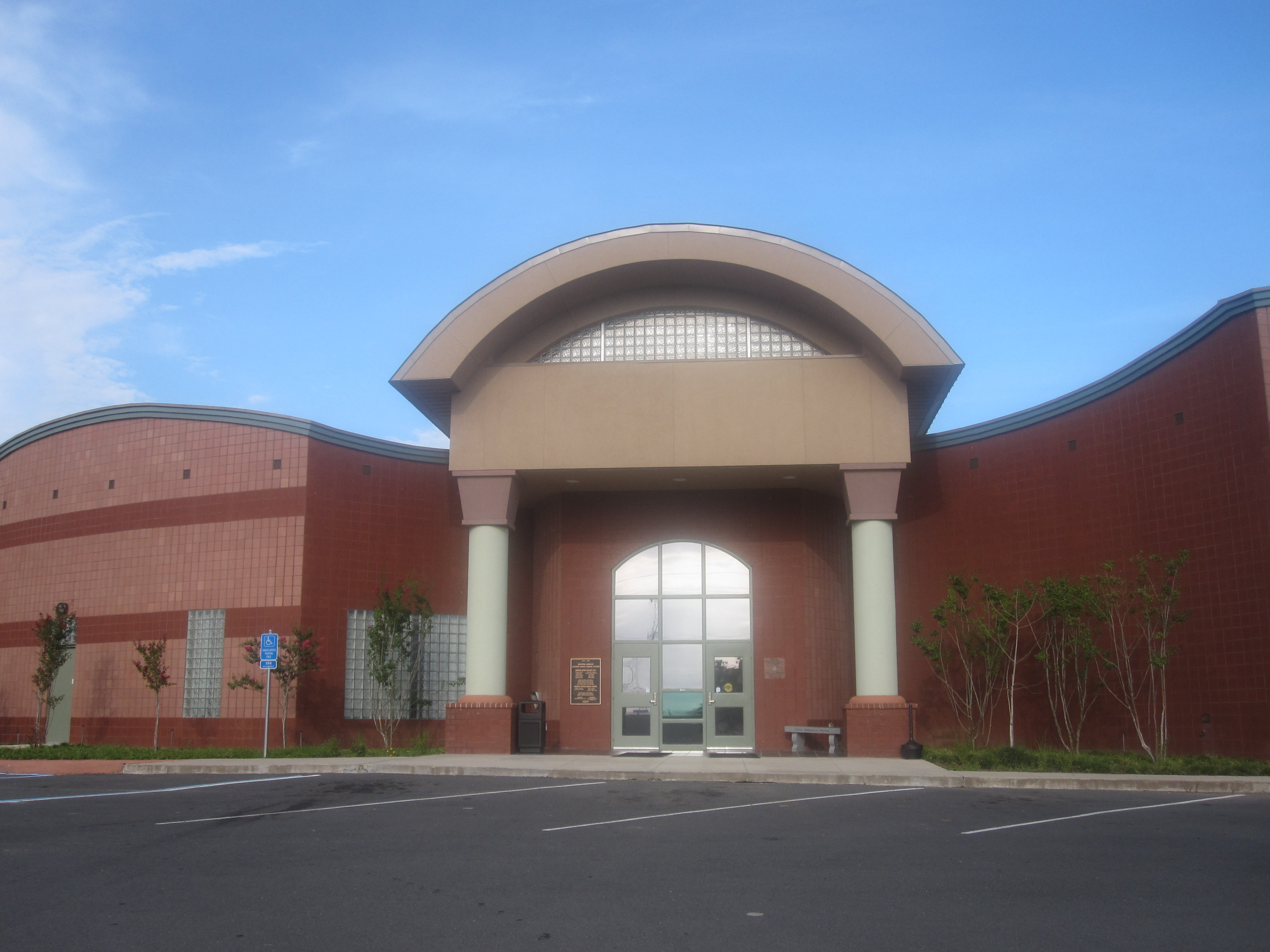
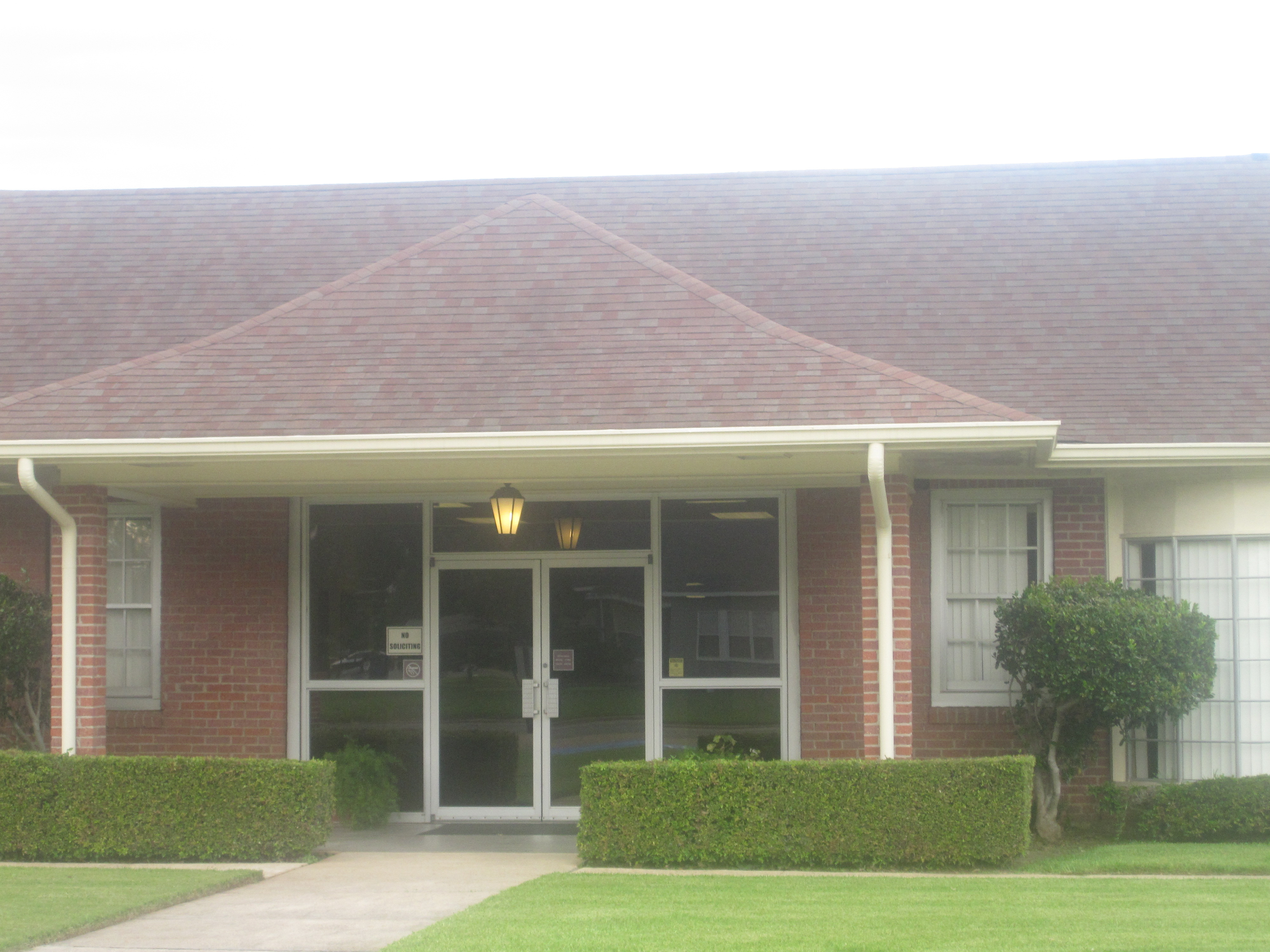

## أعلام
- ريتشارد جونز
- لاري دين
- ويليام كلارك هيوز

## وصلات خارجية
- http://www.bossierparishla.gov/
- United States Counties